# Фретеуцій-Векі
Фретеуцій-Векі (рум. Frătăuții Vechi) — село у повіті Сучава в Румунії. Адміністративний центр комуни Фретеуцій-Векі.
Село розташоване на відстані 386 км на північ від Бухареста, 40 км на північний захід від Сучави.

## Населення
За даними перепису населення 2002 року у селі проживали 2688 осіб, усі — румуни. Усі жителі села рідною мовою назвали румунську.